# Orao (1990.)
Orao, hrvatski dugometražni film iz 1990. godine.